# Afek
Afek (hebr. אפק; ang. Afeq) – kibuc położony w Samorządzie Regionu Matte Aszer, w Dystrykcie Północnym, w Izraelu. Członek Ruchu Kibuców (Ha-Tenu’a ha-Kibbucit).

## Położenie
Kibuc Afek jest położony na wysokości 25 metrów n.p.m. na równinie przybrzeżnej Izraela. W odległości 5 km na północny zachód znajduje się Zatoka Hajfy, a 1 km na południe i na wschód rozciągają się wzgórza Zachodniej Galilei. Ze wzgórz spływają liczne strumienie. Na północ od kibucu przepływają strumienie Evlajim i Kankan. W otoczeniu Afek znajdują się miasta Kirjat Bialik, Tamra, Szefaram i Kirjat Atta, miejscowości Dżudajda-Makr i I’billin, kibuce Kefar Masaryk i Jasur, moszaw Kefar Bialik, oraz wioska komunalna Micpe Awiw.

### Podział administracyjny
Afek jest położony w Samorządzie Regionu Matte Aszer, w Poddystrykcie Akka, w Dystrykcie Północnym.

## Demografia
Stałymi mieszkańcami kibucu są wyłącznie Żydzi. Tutejsza populacja jest świecka:

## Historia

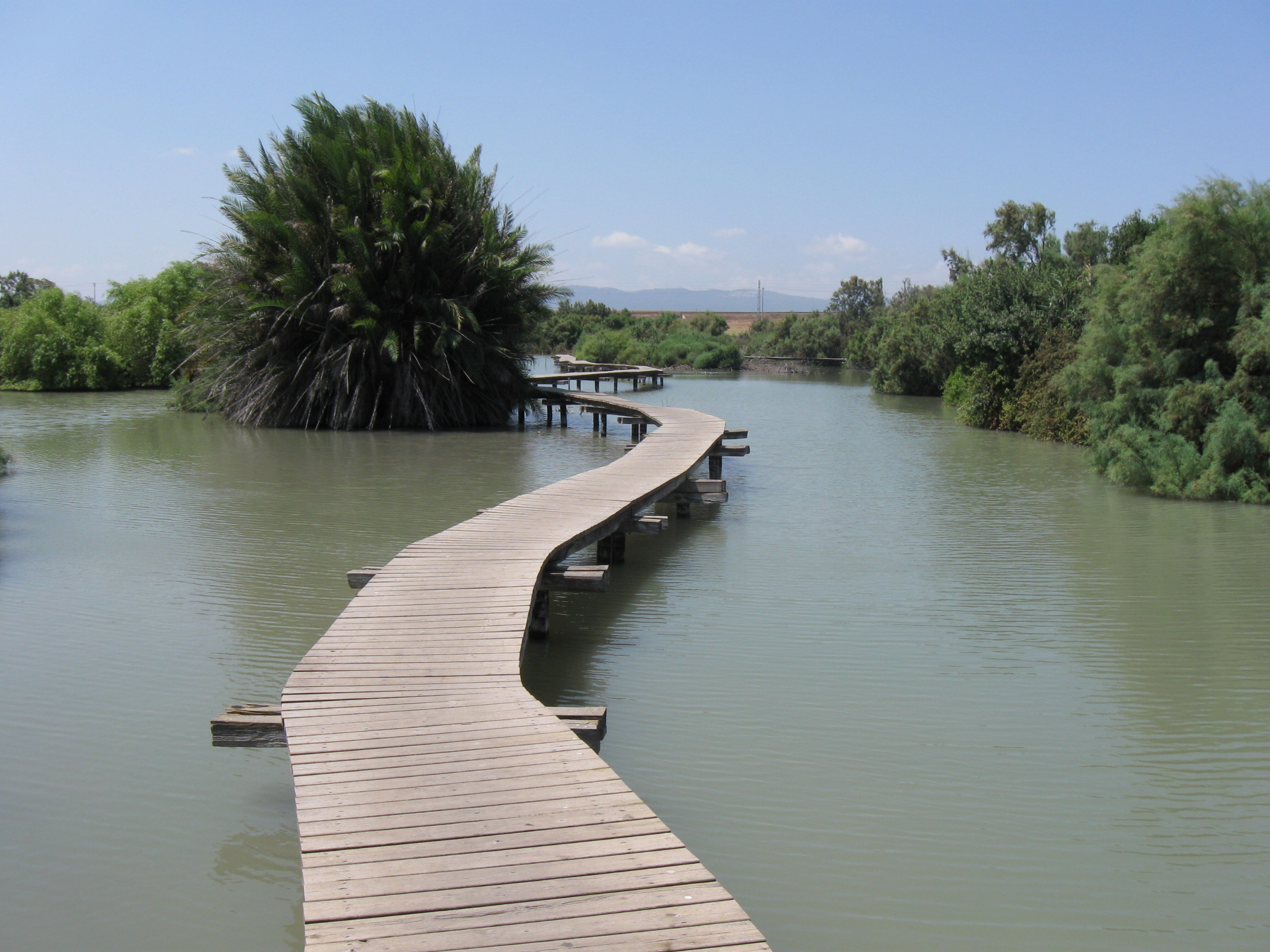
Rezerwat przyrody Tel Afek

Pierwotnie w okolicy tej znajdowało się biblijne miasto Afek, należące do izraelskiego pokolenia Asera. Później w pobliżu była położona arabska wioska Wa'arat as-Sarris. Na początku XX wieku tutejsze ziemie wykupiły od arabskich właścicieli żydowskie organizacje syjonistyczne. W 1935 roku założono osadę nazwaną Plugat HaJam (hebr. פלוגת הים). Była ona położona na wydmach przy dzisiejszym osiedlu Hajfy, Kirjat Chaim. Grupa założycielska przeszła wcześniej szkolenie w kibucu Jagur. Po wybuchu w 1936 roku arabskiego powstania w Palestynie (1936–1939), strajkujący arabscy dokerzy opuścili swoje miejsca pracy w Porcie Hajfa. Sytuację tę wykorzystali mieszkańcy Plugat HaJam, którzy podjęli pracę w porcie. W 1938 roku osada przystąpiła do akcji sadzenia sadów owocowych, jednak mniej więcej w tym samym czasie społeczność żydowska postanowiła wzmocnić swoją obecność w Zachodniej Galilei. Z tego powodu, w dniu 28 maju 1939 roku osadę przeniesiono w rejon miasta Akka. Był to typowy obronny kibuc z wieżą wartowniczą i obronną palisadą. Przemianowano ją wtedy na Miszmar HaJam (hebr. משמר הים). Jej mieszkańcy planowali utrzymywać się z rybołówstwa, jednak bardzo szybko okazało się, że tutejsze wydmy nie nadają się do obsługi łodzi rybackich. Zmusiło to mieszkańców kibucu do nastawienia się na działalność rolniczą, która była mocno utrudniona ze względu na słabe piaszczyste gleby. Kilku członków kibucu przeniosło się w maju 1940 roku w rejon Cezarei Nadmorskiej, gdzie utworzyli prowizoryczny rybacki ośrodek szkoleniowy Agencji Żydowskiej. Tymczasem mieszkańcy kibucu poszukiwali nowej, bardziej dogodnej lokalizacji, w której byłaby możliwość rozwijania rolnictwa. Na początku 1941 roku wybrano jako jego lokalizację obecne miejsce położenia. W 1942 roku brytyjskie władze mandatowe znacjonalizowały pola uprawne Miszmar HaJam pod budowę obozu wojskowego. Zmusiło to mieszkańców kibucu do przyśpieszenia decyzji o przenosinach. Jego przeniesienie nastąpiło po zakończeniu II wojny światowej, w dniu 18 września 1946 roku. W 1947 roku zmieniono jego nazwę na Afek. Podczas wojny domowej w Mandacie Palestyny w 1948 roku w kibucu stacjonowała jednostka bojowa Palmach. Odparła ona w dniu 14 stycznia 1948 roku atak od wschodu przeprowadzony przez milicję Druzów. Ze względu na rosnące zagrożenie arabskim atakiem, z kibucu ewakuowano kobiety i dzieci. Po zakończeniu I wojny izraelsko-arabskiej w 1949 roku kibuc przejął część ziemi wysiedlonej pobliskiej wioski arabskiej Wa'arat as-Sarris.

## Edukacja
Kibuc utrzymuje własne przedszkole. Jest tutaj także szkoła podstawowa, kształcąca na rzecz tolerancji i integracji z naciskiem na ochronę środowiska.

## Kultura i sport
W kibucu znajduje się dom kultury z biblioteką. Kibuc utrzymuje także centrum dla odwiedzających, w którym są organizowane specjalne sesje dla grup na temat historii rozwoju rolnictwa w regionie. W kibucu znajduje się basen pływacki, boisko do piłki nożnej, korty tenisowe oraz sala sportowa z siłownią i spa.

## Turystyka
Największą tutejszą atrakcją jest rezerwat przyrody Tel Afek, który obejmuje pozostałości okolicznych bagien oraz ślady dawnych osad na wzgórzu tell.

## Gospodarka
Gospodarka kibucu opiera się na intensywnym rolnictwie, sadownictwie oraz hodowli drobiu i ryb. Są tutaj także zakłady produkcyjne odzieży bawełnianej, ozdób z tkaniny i sprzętu medycznego. Coraz większe znaczenie odgrywa obsługa ruchu turystycznego.

## Infrastruktura
Kibuc posiada własną przychodnię zdrowia, pralnię, sklep wielobranżowy i warsztat mechaniczny.

## Transport
Z kibucu wyjeżdża się na południowy zachód na drogę nr 79, którą jadąc na północny zachód dojeżdża się do budowanego węzła drogowego z autostradą nr 22 i dalej do miasta Kirjat Bialik i skrzyżowania z drogą nr 4. Natomiast jadąc drogą nr 79 na południowy wschód dojeżdża się do skrzyżowania z drogą nr 781 (zjazd na południowy zachód do miasta Kirjat Atta, lub na północny zachód w kierunku miejscowości I’billin) lub dalej do węzła drogowego z drogą ekspresową nr 70.